# FIRA Trophy 1995-97
El FIRA Trophy de la temporada  1995-97  fue la 18.a edición con esta denominación y la 31.a temporada del segundo torneo en importancia de rugby en Europa, luego del Torneo de las Seis Naciones.

## FIRA Trophy

### Grupo A
| Lugar | Selección | Partidos | Partidos | Partidos  | Partidos | Puntos  | Puntos    | Puntos | Tabla de puntos |
| Lugar | Selección | Jugados  | Ganados  | Empatados | Perdidos | A favor | En contra | dif.   | Tabla de puntos |
| ----- | --------- | -------- | -------- | --------- | -------- | ------- | --------- | ------ | --------------- |
| 1     | Francia   | 4        | 4        | 0         | 0        | 194     | 29        | +165   | 12              |
| 2     | España    | 4        | 3        | 0         | 1        | 91      | 90        | +1     | 10              |
| 3     | Rusia     | 4        | 2        | 0         | 2        | 37      | 95        | -58    | 8               |
| 4     | Marruecos | 4        | 1        | 0         | 3        | 41      | 70        | -29    | 6               |
| 5     | Túnez     | 4        | 0        | 0         | 4        | 11      | 78        | -67    | 2               |

### Grupo B
| Lugar | Selección | Partidos | Partidos | Partidos  | Partidos | Puntos  | Puntos    | Puntos | Tabla de puntos |
| Lugar | Selección | Jugados  | Ganados  | Empatados | Perdidos | A favor | En contra | dif.   | Tabla de puntos |
| ----- | --------- | -------- | -------- | --------- | -------- | ------- | --------- | ------ | --------------- |
| 1     | Italia    | 4        | 4        | 0         | 0        | 249     | 35        | +214   | 12              |
| 2     | Rumania   | 4        | 3        | 0         | 1        | 218     | 54        | +164   | 10              |
| 3     | Portugal  | 4        | 2        | 0         | 2        | 70      | 177       | -107   | 8               |
| 4     | Polonia   | 4        | 1        | 0         | 3        | 61      | 195       | -134   | 6               |
| 5     | Bélgica   | 4        | 0        | 0         | 4        | 43      | 180       | -137   | 4               |

### Final
| 22 de marzo de 1997 | Francia | 32 - 40 | Italia | Estadio Lesdiguières, Grenoble                                     |                                                                    |
|                     |         | Reporte |        | Asistencia: 15 000 espectadores Árbitro(s): David McHugh (Irlanda) | Asistencia: 15 000 espectadores Árbitro(s): David McHugh (Irlanda) |

| Bandera de Italia |
| Campeón Italia    |
| Primer título     |

## Segunda División

### Grupo 1 (Oro)
| Lugar | Selección       | Partidos | Partidos | Partidos  | Partidos | Puntos  | Puntos    | Puntos | Tabla de puntos |
| Lugar | Selección       | Jugados  | Ganados  | Empatados | Perdidos | A favor | En contra | dif.   | Tabla de puntos |
| ----- | --------------- | -------- | -------- | --------- | -------- | ------- | --------- | ------ | --------------- |
| 1     | Países Bajos    | 4        | 3        | 1         | 0        | 107     | 31        | +76    | 11              |
| 2     | Georgia         | 4        | 3        | 0         | 1        | 40      | 61        | -21    | 10              |
| 3     | Alemania        | 4        | 2        | 0         | 2        | 52      | 48        | +4     | 8               |
| 4     | República Checa | 4        | 1        | 0         | 3        | 62      | 80        | -18    | 6               |
| 4     | Dinamarca       | 4        | 0        | 1         | 3        | 37      | 75        | -38    | 4               |

### Grupo B (Plata)
| Lugar | Selección           | Partidos | Partidos | Partidos  | Partidos | Puntos  | Puntos    | Puntos | Tabla de puntos |
| Lugar | Selección           | Jugados  | Ganados  | Empatados | Perdidos | A favor | En contra | dif.   | Tabla de puntos |
| ----- | ------------------- | -------- | -------- | --------- | -------- | ------- | --------- | ------ | --------------- |
| 1     | Serbia y Montenegro | 2        | 2        | 0         | 0        | 69      | 21        | +48    | 6               |
| 2     | Andorra             | 2        | 1        | 0         | 1        | 25      | 38        | -13    | 4               |
| 3     | Bulgaria            | 2        | 0        | 0         | 2        | 17      | 52        | -35    | 2               |

## Tercera División

### Grupo A
| Lugar | Selección | Partidos | Partidos | Partidos  | Partidos | Puntos  | Puntos    | Puntos | Tabla de puntos |
| Lugar | Selección | Jugados  | Ganados  | Empatados | Perdidos | A favor | En contra | dif.   | Tabla de puntos |
| ----- | --------- | -------- | -------- | --------- | -------- | ------- | --------- | ------ | --------------- |
| 1     | Ucrania   | 3        | 3        | 0         | 0        | 84      | 11        | +73    | 9               |
| 2     | Letonia   | 3        | 2        | 0         | 1        | 50      | 44        | +6     | 7               |
| 3     | Moldavia  | 3        | 1        | 0         | 2        | 20      | 61        | -41    | 5               |
| 4     | Lituania  | 3        | 0        | 0         | 3        | 38      | 76        | -38    | 3               |

### Grupo B
| Lugar | Selección | Partidos | Partidos | Partidos  | Partidos | Puntos  | Puntos    | Puntos | Tabla de puntos |
| Lugar | Selección | Jugados  | Ganados  | Empatados | Perdidos | A favor | En contra | dif.   | Tabla de puntos |
| ----- | --------- | -------- | -------- | --------- | -------- | ------- | --------- | ------ | --------------- |
| 1     | Hungría   | 2        | 2        | 0         | 0        | 55      | 19        | +36    | 6               |
| 2     | Eslovenia | 2        | 1        | 0         | 1        | 23      | 44        | -21    | 4               |
| 3     | Austria   | 2        | 0        | 0         | 2        | 18      | 33        | -15    | 2               |

### Grupo C
| Lugar | Selección  | Partidos | Partidos | Partidos  | Partidos | Puntos  | Puntos    | Puntos | Tabla de puntos |
| Lugar | Selección  | Jugados  | Ganados  | Empatados | Perdidos | A favor | En contra | dif.   | Tabla de puntos |
| ----- | ---------- | -------- | -------- | --------- | -------- | ------- | --------- | ------ | --------------- |
| 1     | Croacia    | 2        | 2        | 0         | 0        | 37      | 18        | +19    | 6               |
| 2     | Israel     | 2        | 1        | 0         | 1        | 26      | 33        | -7     | 4               |
| 3     | Luxemburgo | 2        | 0        | 0         | 2        | 24      | 36        | -12    | 2               |